# Krukeck
Krukeck är ett berg i Österrike.   Det ligger i distriktet Liezen och förbundslandet Steiermark, i den centrala delen av landet, 230 km sydväst om huvudstaden Wien. Toppen på Krukeck är 2 176 meter över havet.
Terrängen runt Krukeck är huvudsakligen bergig, men den allra närmaste omgivningen är kuperad. Närmaste större samhälle är Schladming, 12,2 km norr om Krukeck. 
Trakten runt Krukeck består i huvudsak av gräsmarker. Runt Krukeck är det glesbefolkat, med 20 invånare per kvadratkilometer.